# 7e cérémonie des Austin Film Critics Association Awards
La 7e cérémonie des Austin Film Critics Association Awards, décernés par la Austin Film Critics Association, a eu lieu le 28 décembre 2011, et a récompensé les films réalisés l'année précédente.

## Palmarès

### Top 10
1. Hugo Cabret
2. Drive
3. Take Shelter
4. Minuit à Paris (Midnight in Paris)
5. Attack the Block
6. The Artist
7. Martha Marcy May Marlene
8. J'ai rencontré le Diable (악마를 보았다)
9. 13 Assassins (十三人の刺客)
10. Melancholia

### Catégories
- Meilleur film :
  - Hugo Cabret
- Meilleur réalisateur :
  - Nicolas Winding Refn pour Drive
- Meilleur acteur :
  - Michael Shannon pour le rôle de Curtis LaForche dans Take Shelter
- Meilleure actrice :
  - Tilda Swinton pour le rôle d'Eva Khatchadourian dans We Need to Talk About Kevin
- Meilleur acteur dans un second rôle :
  - Albert Brooks pour le rôle de Jacob Palmer dans Drive
- Meilleure actrice dans un second rôle :
  - Jessica Chastain pour le rôle de Samantha LaForche dans  Take Shelter
- Révélation de l'année :
  - Jessica Chastain –  Take Shelter, The Tree of Life, La Couleur des sentiments (The Help), L'Affaire Rachel Singer (The Debt), Coriolanus et Killing Fields (Texas Killing Fields)
- Meilleur premier film :
  - Joe Cornish – Attack the Block
- Meilleur scénario original :
  - Minuit à Paris (Midnight in Paris) – Woody Allen
- Meilleur scénario adapté :
  - Drive – Hossein Amini
- Meilleure photographie :
  - The Tree of Life – Emmanuel Lubezki
- Meilleure musique de film :
  - Attack the Block – Steven Price
- Meilleur film en langue étrangère :
  - J'ai rencontré le Diable (악마를 보았다) •  Corée du Sud
- Meilleur film d'animation :
  - Rango
- Meilleur film documentaire :
  - Senna
- Austin Film Award :
  - Take Shelter – Jeff Nichols